# Eremopterix
Genre
Eremopterix est un genre d'oiseaux de la famille des Alaudidae, comprenant huit espèces d'oiseaux appelés moinelettes. Ces espèces sont présentes sur le Continent africain, au Moyen-Orient et en Inde. Elles se distinguent des autres espèces d'alouettes par un très fort dimorphisme sexuel et par le fait que les mâles ont un plumage similaire à celui des moineaux, d'où leur nom (en anglais sparrow-lark: moineau-alouette).

## Taxonomie
La vaste étude phylogénique d'Alström et al. (2013) amène à une révision complète de la famille des Alaudidae. En conséquence, le Congrès ornithologique international (version 4.2, 2014) déplace l'espèce anciennement connue en tant que Alouette malgache (anciennement Mirafra hova) dans ce genre.

### Liste des espèces
D'après la classification de référence (version 7.3, 2017) du Congrès ornithologique international (ordre phylogénique) :
- Eremopterix australis – Moinelette à oreillons noirs[1].
- Eremopterix hova – (?) Moinelette malgache
- Eremopterix nigriceps – Moinelette à front blanc[1]
- Eremopterix leucotis – Moinelette à oreillons blancs[1]
- Eremopterix griseus – Moinelette croisée[1]
- Eremopterix signatus – Moinelette d'Oustalet[1]
- Eremopterix verticalis – Moinelette à dos gris[1]
- Eremopterix leucopareia – Moinelette de Fischer[1]

## Identification

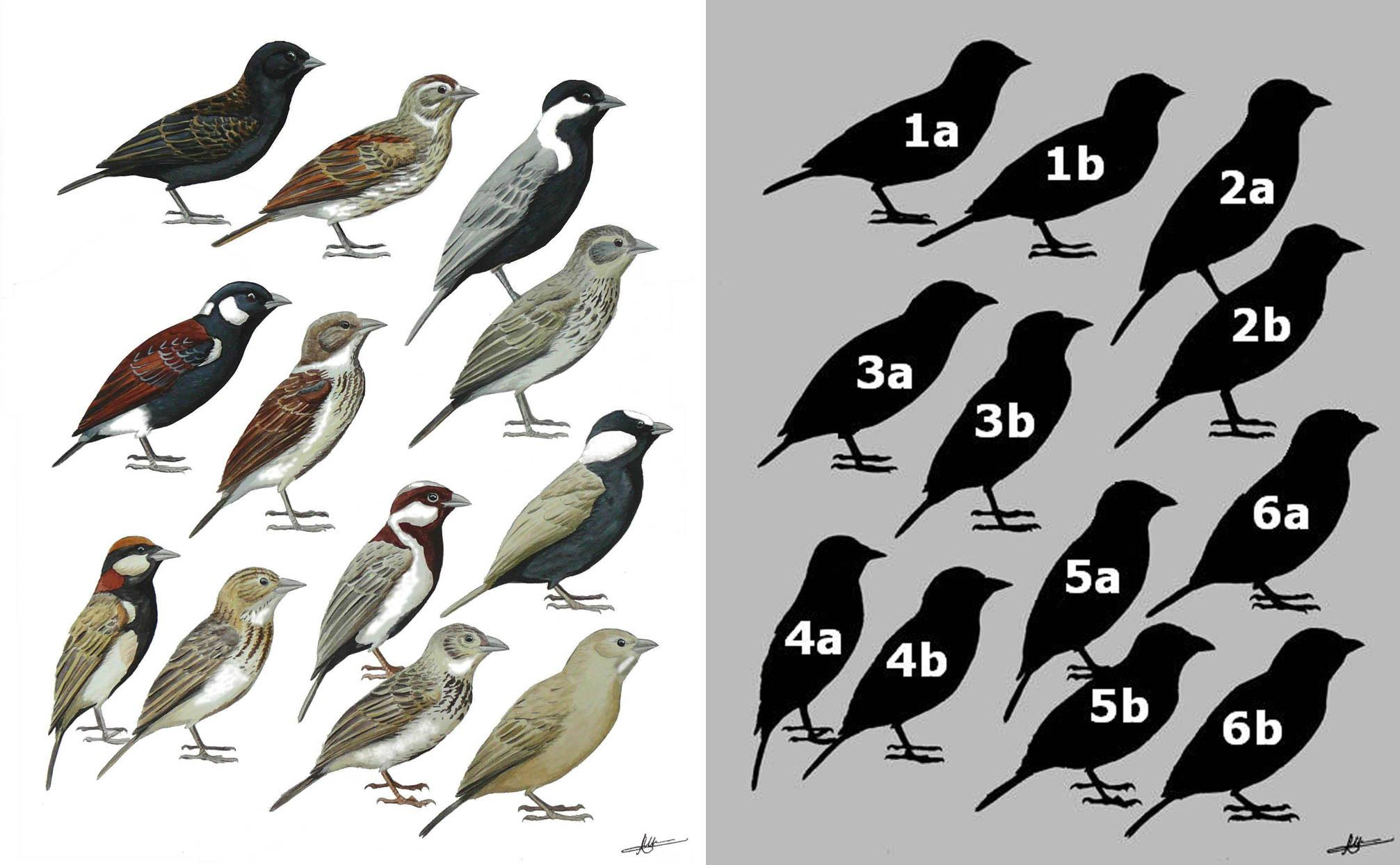
Six espèces du genre Eremopterix du Continent africain, par Risso Romain. Mâle(a), Femelle(b). 1-Moinelette à oreillons noirs, 2-Moinelette à dos gris, 3- Moinelette à oreillons blancs, 4- Moinelette de Fischer, 5-Moinelette d'Oustalet, 6-Moinelette à front blanc. La Moinelette croisée est asiatique et montrée pour photo ci-dessus.